# Pietro Iurlaro
Pietro Iurlaro (Francavilla Fontana, 27 marzo 1961) è un politico italiano.

## Biografia

### Attività politica
Già consigliere comunale, vicesindaco e presidente del Consiglio comunale nel Comune di Francavilla Fontana, assessore e consigliere provinciale a Brindisi.

#### Consigliere regionale della Puglia
Alle elezioni regionali in Puglia del 2010 viene eletto consigliere nelle liste del Popolo della Libertà, in provincia di Brindisi. 

#### Elezione a senatore
Alle elezioni politiche del 2013 viene eletto senatore della XVII legislatura della Repubblica Italiana nella circoscrizione Puglia per il Popolo della Libertà.
Il 16 novembre 2013, con la sospensione delle attività del Popolo della Libertà, aderisce a Forza Italia.
Il 15 ottobre 2015, infine, abbandona il partito e, in dissenso con le decisioni politiche prese da Silvio Berlusconi, aderisce al gruppo "ALA-Scelta Civica per la Costituente Liberale e Popolare" di Denis Verdini.
Alle elezioni comunali del 2018 si candida sindaco di Francavilla Fontana, suo paese d'origine, sostenuto da una coalizione di centro-destra comprendente Lega e Democrazia Cristiana. Ottiene il 6,64% dei voti, non risultando eletto.

### Vicende giudiziarie
Pietro Iurlaro è stato destinatario di un avviso di garanzia. per una vicenda legata al piano per le nuove farmacie che, secondo l'accusa, avrebbe tutelato gli interessi del presidente dell'Ordine dei farmacisti di Brindisi. Il 1º febbraio 2016 è stato assolto con formula piena per non aver commesso il fatto.